# Следово (Московская область)
Следово — деревня в Ногинском районе Московской области России, входит в состав сельского поселения Мамонтовское.

## Население
| 1852 | 1859 | 1890 | 1926 | 2002 | 2006 | 2010 |
| ---- | ---- | ---- | ---- | ---- | ---- | ---- |
| 431  | ↘426 | ↘196 | ↗798 | ↘157 | ↘111 | ↗112 |

## География
Деревня Следово расположена на северо-востоке Московской области, в северо-восточной части Ногинского района, примерно в 49 км к востоку от Московской кольцевой автодороги и 14 км к северо-востоку от центра города Ногинска, по левому берегу реки Шерны бассейна Клязьмы.
В 12 км к югу от деревни проходит Горьковское шоссе М7, в 12 км к западу — Московское малое кольцо А107, в 12 км к востоку — Московское большое кольцо А108. Ближайшие населённые пункты — село Мамонтово, деревни Боровково и Гаврилово.
В деревне 11 улиц — 1-я, 2-я, 3-я и 4-я Молодёжные, Луговая, Молодёжная, Первомайская, Полевая, Садовая, Фабричная и Школьная, зарегистрировано 2 садоводческих товарищества (СНТ).
Связана автобусным сообщением со станцией Ногинск Горьковского направления Московской железной дороги.

## История
В середине XIX века сельцо Следово относилось ко 2-му стану Богородского уезда Московской губернии и принадлежало корнету Н. И. Иохемзину, в сельце было 45 дворов, крестьян 264 души мужского пола и 167 душ женского.
В «Списке населённых мест» 1862 года — владельческое сельцо 2-го стана Богородского уезда Московской губернии по левую сторону Владимирского шоссе (от Богородска), в 14 верстах от уездного города и 28 верстах от становой квартиры, при колодце, с 56 дворами, фабричным заведением и 426 жителями (211 мужчин, 215 женщин).
По данным на 1890 год — деревня Буньковской волости 2-го стана Богородского уезда с 196 жителями, при деревне были 21 полушёлковая и 1 сукновальная фабрики, имелась земская школа.
В 1913 году — 150 дворов и земское училище.
По материалам Всесоюзной переписи населения 1926 года — центр Следовского сельсовета Пригородной волости Богородского уезда в 16 км от Владимирского шоссе и 17,1 км от станции Богородск Нижегородской железной дороги, проживало 798 жителей (344 мужчины, 454 женщины), насчитывалось 165 хозяйств, из которых 130 крестьянских, имелись школа 1-й ступени, изба-читальня, лавка, работала бумаго-ткацкая артель.
С 1929 года — населённый пункт Московской области.
Административно-территориальная принадлежность
1929—1930 гг. — центр Следовского сельсовета Павлово-Посадского района (до 09.10.1929) и Богородского района.
1930—1954 гг. — центр Следовского сельсовета Ногинского района.
1954—1959 гг. — деревня Тимковского сельсовета Ногинского района.
1959—1963, 1965—1994 гг. — деревня Мамонтовского сельсовета Ногинского района.
1963—1965 гг. — деревня Мамонтовского и Тимковского (31.08.1963—14.01.1964) сельсоветов Орехово-Зуевского укрупнённого сельского района.
1994—2006 гг. — деревня Мамонтовского сельского округа Ногинского района.
С 2006 года — деревня сельского поселения Мамонтовское Ногинского муниципального района.

## Достопримечательности
- На северной окраине деревни находится Следовское селище XII—XIII вв. — выявленный памятник археологии[25].
- Часовня Петра и Павла — кирпичный часовенный столб постройки конца 1990-х годов, приписанный к церкви в селе Мамонтово[26].
- Часовня Илии Пророка — часовенный столб, около 2007 года заменённый с деревянного на кирпичный. Приписан к церкви в селе Мамонтово[27].